# Сілінське сільське поселення
Сі́лінське сільське поселення (рос. Силинское сельское поселение) — муніципальне утворення у складі Ардатовського району Мордовії, Росія. Адміністративний центр — село Сіліно.

## Історія
Станом на 2002 рік існували Манадиська 1-а сільська рада (село Манадиші 1-і), Сілінська сільська рада (село Сіліно, присілки Вихляєвка, Малі Горки, Неусипаєвка, Ульяновка, Черновка) та Солдатська сільська рада (село Солдатське, присілки Грозна Крепость, Мале Ігнатово, Нікітино, Новоклейка).
19 червня 2013 року було ліквідовано Манадиське-1 сільське поселення, його територія увійшла до складу Сілінського сільського поселення.
24 квітня 2019 року було ліквідовано Солдатське сільське поселення, його територія увійшла до складу Сілінського сільського поселення.

## Населення
Населення — 508 осіб (2019, 757 у 2010, 925 у 2002).

## Склад
До складу поселення входять такі населені пункти:
| Населений пункт           | Населення, осіб (2002) | Населення, осіб (2010) |
| ------------------------- | ---------------------- | ---------------------- |
| Вихляєвка, присілок       | 0                      | -                      |
| Грозна Крепость, присілок | 41                     | 26                     |
| Мале Ігнатово, присілок   | 71                     | 35                     |
| Малі Горки, присілок      | 43                     | 38                     |
| Манадиші 1-і, село        | 231                    | 202                    |
| Неусипаєвка, присілок     | 37                     | 17                     |
| Нікітино, присілок        | 31                     | 22                     |
| Новоклейка, присілок      | 1                      | 1                      |
| Сіліно, село              | 208                    | 187                    |
| Солдатське, село          | 202                    | 197                    |
| Ульяновка, присілок       | 39                     | 20                     |
| Черновка, присілок        | 21                     | 12                     |